# Euphoria (1.ª temporada)
A primeira temporada de Euphoria, série de televisão norte-americana de drama adolescente criada por Sam Levinson, estreou no dia 16 de junho de 2019 no canal HBO. A série é baseada na minissérie israelense de mesmo nome, de 2012, dos roteiristas Ron Leshem, Daphna Levin e Tmira Yardeni. Euphoria aborda as experiências pessoais de um grupo de adolescentes do ensino médio em relação a drogas, amizades, traumas, sexo, bullying, aceitação, inseguranças e sexualidade.
A série foi recebida com uma resposta positiva dos críticos, com muitos elogios indo para sua atuação, história, recursos visuais e abordagem de temas maduros. A estreia do programa também teve uma média de 577.000 espectadores em seu intervalo de tempo, um número que aumentou para um milhão após o replay linear na mesma noite e visualização preliminar na HBO Go/HBO Now. A hashtag #EuphoriaHBO foi a tendência de número um nos Estados Unidos e número três em todo o mundo no Twitter após a estreia.

## Elenco e personagens

### Elenco principal
- Zendaya como Rue Bennett (8 episódios)
- Maude Apatow como Lexi Howard (8 episódios)
- Angus Cloud como Fezco (7 episódios)
- Eric Dane como Cal Jacobs (7 episódios)
- Alexa Demie como Maddy Perez (8 episódios)
- Jacob Elordi como Nate Jacobs (8 episódios)
- Barbie Ferreira como Kat Hernandez (8 episódios)
- Nika King como Leslie Bennett (7 episódios)
- Storm Reid como Gia Bennett (8 episódios)
- Hunter Schafer como Jules Vaughn (8 episódios)
- Algee Smith como Chris McKay (7 episódios)
- Sydney Sweeney como Cassie Howard (8 episódios)

### Elenco de apoio

#### Recorrentes
- John Ales como David (7 episódios)
- Austin Abrams como Ethan (6 episódios)
- Keean Johnson como Daniel (6 episódios)
- Alanna Ubach como Suze (6 episódios)
- Javon "Wanna" Walton como Asthray (6 episódios; sem créditos em "And Salt the Earth Behind You")
- Paula Marshall como Marsha Jacobs (5 episódios)
- Sophia Rose Wilson como BB (5 episódios)
- Colman Domingo como Ali (4 episódios)
- Lukas Gage como Tyler (4 episódios)
- Janice LeAnn Brown como Rue de 4 anos / Rue de 6 anos (2 episódios)
- Mercedes Colon como mãe de Kat (4 episódios)
- Bruce Wexler como Robert Bennett (3 episódios)
- Marsha Gambles como Miss Marsha (3 episódios)
- Ruben Dario como Ted (3 episódios)
- Tyler Chase como Custer (3 episódios)
- Zak Steiner como Aaron (3 episódios)
- Elpidia Carrillo como Sônia (2 episódios)
- Jeff Pope como Johnny_Unite_USA (2 episódios; convidado em "Made You Look")
- Jeremiah Birkett como Diretor Hayes (2 episódios)
- Keilani Arellanes como Maddy de 11 anos (2 episódios)
- Nolan Bateman como Wes (2 episódios)
- Shiloh Fernandez como Trevor (2 episódios)
- Aileen Burdock como Detetive Riley (2 episódios)

#### Convidados
- Hyla Rayne Fontenot como Gia de 7 anos ("Pilot")
- Jeffrey Barnett como Vincent Van Gogh ("Pilot")
- McKenna Rae Roberts como Rue de 10 anos ("Pilot")
- Olivia Grace Applegate como Sra. Kelly ("Pilot")
- Terry Walters como Sra. Applegate ("Stuntin' Like My Daddy")
- Briana Albrektsen como Cunty Classmate ("Made You Look")
- Isaac Arellanes como Daniel de 11 anos ("Made You Look")
- Johanna Colon como Kat de 11 anos ("Made You Look")
- Clark Furlong como Jules de 11 anos ("Shook Ones Pt. II")
- Pell James como Amy Vaughn ("Shook Ones Pt. II")
- Will Peltz como Luke Kasten ("Shook Ones Pt. II")
- Aliyah Conley como Rue de 13 anos ("'03 Bonnie and Clyde")
- Larry Joe Campbell como Oficial Wilson ("'03 Bonnie and Clyde")
- Sean Martini como Minako ("'03 Bonnie and Clyde")
- Cranston Johnson como Frederick McKay ("The Next Episode")
- Bobbi Salvör Menuez como TC ("The Trials and Tribulations of Trying to Pee While Depressed")
- Kyra Adler como Cassie de 11 anos ("The Trials and Tribulations of Trying to Pee While Depressed")
- Nick Blood como Gus ("The Trials and Tribulations of Trying to Pee While Depressed")
- Nat Faxon como Rick ("The Trials and Tribulations of Trying to Pee While Depressed")
- Quintessa Swindell como Anna ("The Trials and Tribulations of Trying to Pee While Depressed")
- Shamari Maurice como Harris ("The Trials and Tribulations of Trying to Pee While Depressed")
- Allie Marie Evans como Natalie ("And Salt the Earth Behind You)

## Episódios
| N.º na série | N.º na temp. | Título                                                         | Dirigido por       | Escrito por  | Personagem em destaque | Exibição original   | Audiência (milhões) |
| --- | ------------ | -------------------------------------------------------------- | ------------------ | ------------ | ---------------------- | ------------------- | ------------------- |
| 1 | 1            | "Pilot"                                                        | Augustine Frizzell | Sam Levinson | Rue Bennett            | 16 de junho de 2019 | 0.577               |
| A adolescente Rue Bennett volta para casa após uma overdose e imediatamente compra mais drogas de seu amigo Fezco. Jules é uma garota nova na cidade que começa a frequentar o colégio e sua colega Kat a convida para uma festa organizada por um jogador de futebol universitário popular, Christopher McKay, mais conhecido por seu apelido, Chris, ou somente McKay. Jules inicialmente recusa, optando por se encontrar com um homem mais velho de um aplicativo para arranjar encontros. Rue chega em casa tarde à e sua mãe a força a fazer um teste de drogas. Para passar, Rue adquire urina limpa, pedindo a sua amiga de infância Lexi a urina dela. McKay e seu amigo Nate falam sobre a vida sexual explícita de Cassie e descobre que Cassie e McKay estão juntos. O homem que Jules encontra é revelado como sendo o pai de Nate. Ela mente sobre sua idade e os dois fazem sexo; depois ela se dirige para a festa. Na festa, Maddy que recentemente se separou de Nate, faz sexo com Tyler para deixar Nate com ciúmes. Jules quase ataca Nate na festa depois que ele continuamente a assedia. Ao sair, ela conhece Rue, que vai para casa com ela. |              |                                                                |                    |              |                        |                     |                     |
| 2 | 2            | "Stuntin' Like My Daddy"                                       | Sam Levinson       | Sam Levinson | Nate Jacobs            | 23 de junho de 2019 | 0.574               |
| Quando criança, Nate é lecionado por seu pai sobre ser homem. Nos dias atuais, Nate invade a casa de Tyler e o agride fisicamente, acusando ele de estuprar Maddy, que falsamente afirma que ela apagou na noite da festa. No primeiro dia de aula, Rue desaba em lágrimas e fica sem aula depois de ter sido convidada para falar sobre como seu verão havia sido. Lexi tenta consolá-la, mas é rejeitada. Rue relembra sobre o uso de oxicodona pela primeira vez aos 13 anos, enquanto seu pai estava morrendo de câncer. Kat descobre que uma fora gravada enquanto fazia sexo, mas nega que a garota do vídeo seja ela. Depois de encontrar mais cópias do vídeo, Kat percebe que pode ganhar dinheiro com a atração masculina por ela. Jules começa a falar com um garoto anonimamente pelo aplicativo para encontros. Rue encontra Fezco com outro traficante de drogas, que força Rue a tomar fentanil. Depois, Fezco chama Jules para ajudá-lo com Rue. Enquanto isso, McKay visita Cassie e fica frustrado com ela por fazer suas interações tão sexualmente carregadas. É revelado que o homem com quem Jules está falando é Nate. Ela pergunta qual é o nome dele, mas ele diz a ela que é Tyler. O título deste episódio é uma referência à canção de 2006 de Birdman e Lil Wayne, "Stuntin' Like My Daddy", o primeiro single de seu álbum de estúdio colaborativo, Like Father, Like Son. |              |                                                                |                    |              |                        |                     |                     |
| 3 | 3            | "Made You Look"                                                | Sam Levinson       | Sam Levinson | Kat Hernandez          | 30 de junho de 2019 | 0.493               |
| Uma jovem Kat ganha peso depois de voltar de férias e é excluída pelos colegas. Antes do ensino médio, ela se torna uma popular escritora online de fanfics. Após o incidente com o fentanil, Jules diz à Rue que não será sua amiga se ela continuar usando drogas. Em sua reunião de Narcóticos Anônimos, Rue fala sobre estar sóbria por 60 dias, mas outro participante chamado Ali sabe que Rue está mentindo. Kat começa a ter sessões de forma online com homens e usa o dinheiro adquirido comprar roupas novas. Rue ajuda Jules a tirar nudes depois que Nate, disfarçado como Tyler, manda uma foto de um pênis. Depois, Rue rouba comprimidos da cozinha de Jules. Cassie vai a uma festa de fraternidade com McKay. Uma confusa Maddy encontra várias fotos de órgãos genitais masculinos na galeria do celular de Nate. Rue e Jules discutem depois que Jules revela seus planos de encontrar Tyler sozinha à noite. Mais tarde, Rue pede desculpas e acaba beijando Jules. Uma Rue chateada vai a Fezco pedindo drogas, mas ele se recusa e ela culpa Fezco por ter vendindo as drogas que alimentaram seu vício e, finalmente, pede ajuda a Ali. O título deste episódio é uma referência à canção de 2002 de Nas, "Made You Look", de seu sexto álbum de estúdio, God's Son. |              |                                                                |                    |              |                        |                     |                     |
| 4 | 4            | "Shook One, Pt. II"                                            | Sam Levinson       | Sam Levinson | Jules Vaughn           | 7 de julho de 2019  | 0.609               |
| Quando mais nova, Jules é internada em um hospital psiquiátrico e acaba por se mutilar lá. Depois de sair e reencontrar o pai, ela começa a transição de gênero. Nos dias atuais, Rue se encontra com Ali e discute seus sentimentos por Jules. No carnaval, Nate e Maddy discutem enquanto Jules e Rue concordam em esquecer o beijo. Enquanto conversava com o pai de Nate, Cal, McKay se recusa a se declarar como namorado de Cassie por causa da reputação dela, enfurecendo-a. Depois Maddy e Cassie tomam molly, uma abreviação para metilenodioximetanfetamina ou conhecida popularmente como ecstasy. Maddy, sob o feito da substância, faz uma cena na frente da família de Nate, enquanto Cassie flerta com seu colega Daniel. Jules descobre que o homem do motel é Cal. Kat sai com Ethan, mas sai quando ela o vê conversando com uma garota, estressada, Kat faz sexo com um garoto que estudava em seu colégio e era popular lá. Com a ajuda de Jules, Rue procura por Gia e acaba encontrando-a chapada com um dos grupos do colégio. Nate agarra Maddy e deixa hematomas no pescoço dela. Ela o confronta sobre as fotos de seu telefone e concorda em deixá-lo ir. Cal confronta Jules, mas ela garante que não contará a ninguém sobre a noite dos dois juntos. Jules se encontra com Tyler depois do carnaval e descobre que ele é Nate, que a chantageia usando as fotos nuas dela que ela enviou para ele. Depois, ela vai para a casa de Rue e elas acabam se beijando na cama de Rue. O título deste episódio é uma referência à canção de 1995 de Mobb Deep, "Shook Ones Pt. II", do segundo álbum da dupla, The Infamous. |              |                                                                |                    |              |                        |                     |                     |
| 5 | 5            | "'03 Bonnie and Clyde"                                         | Jennifer Morrison  | Sam Levinson | Maddy Perez            | 14 de julho de 2019 | 0.579               |
| Quando criança, Maddy costumava competir em concursos de beleza. Mais tarde, é revelado que ela mentiu para Nate sobre ser virgem. Nos dias de hoje, Rue diz à mãe que ela e Jules estão namorando, mas Jules, desconfortável com a dependência de Rue, é mais ambígua. As contusões de Maddy feitas por Nate são descobertas e sua mãe decide apresentar queixa. Cassie tem visto Daniel desde o carnaval, mas interrompe ele devido ao seu relacionamento com McKay. Kat começa a agir de forma fria em relação a Ethan, que está confuso sobre o porquê. Mais tarde, Kat conhece um funcionário do shopping. Jules fica frustrada quando Rue não leva a sério a situação dela com Cal. Maddy tem fotos de suas contusões tiradas pela polícia, enquanto Nate nega as acusações de violência contra ele. Ali não acredita que o relacionamento de Rue e Jules vai durar, o que assusta Rue. McKay pede desculpas a Cassie sobre o que aconteceu no carnaval. Maddy discute com a mãe por causa de Nate. Para fazer as pazes com Lexi, Rue a convida para patinar no gelo com ela e Jules. Cal questiona os efeitos colaterais de manter o que ele está fazendo em segredo de seus filhos. Mais tarde, Maddy se encontra com Nate em um motel e eles se reconciliam. O título deste episódio é uma referência à canção de 2002 de Jay-Z e Beyoncé, "'03 Bonnie & Clyde", de seu sétimo álbum de estúdio, The Blueprint²: The Gift & The Curse. |              |                                                                |                    |              |                        |                     |                     |
| 6 | 6            | "The Next Episode"                                             | Pippa Blanco       | Sam Levinson | Chris McKay            | 21 de julho de 2019 | 0.569               |
| Desde cedo, McKay é pressionado pelo pai a se tornar um jogador de futebol de sucesso. Nos dias atuais, Daniel organiza uma festa de Halloween. Dias antes, Cassie vai a uma festa de Halloween com McKay em sua fraternidade, onde ele é maltratado por alguns de seus conhecidos lá, embora ele decida esquecer isso. Na festa de Daniel, Rue se preocupa com o comportamento errático de Jules. Nate é temporariamente expulso da escola enquanto ele e Maddy continuam secretamente se encontrando no motel. Kat continua a agir friamente em relação a Ethan, mas depois ela o desculpa. Rue pede desculpas a Fezco por xingá-lo. Enquanto bêbada, Jules derruba Rue na piscina e a beija novamente. Quando Cassie rejeita os avanços sexuais de Daniel, ele a insulta e afirma que ele estava apenas interessado em fazer sexo com ela. Cassie percebe que sua menstruação está atrasada. Antes do Halloween, é revelado que Nate invadiu a casa de Tyler e o coagiu a confessar ter sufocado Maddy. Ele também chantageou Jules com suas fotos, obrigando-a dizer à polícia que ela testemunhou Tyler atacando Maddy. Nate e Maddy aparecem na festa de Daniel juntos. O título deste episódio é uma referência à canção "The Next Episode", do segundo álbum de estúdio do rapper americano Dr. Dre, 2001, de 1999, com participação de Snoop Dogg. |              |                                                                |                    |              |                        |                     |                     |
| 7 | 7            | "The Trials and Tribulations of Trying to Pee While Depressed" | Sam Levinson       | Sam Levinson | Cassie Howard          | 28 de julho de 2019 | 0.549               |
| Cassie experimenta várias dificuldades durante a infância, incluindo interações perturbadoras com parentes do sexo masculino, bem como o tenso divórcio de seus pais, que é seguido pela queda de seu pai na dependência de drogas e pobreza. Rue entra em depressão profunda, alternando entre episódios maníacose uma falta de vontade de fazer qualquer coisa, até urinar. Ela conta a Fezco suas suspeitas sobre Nate e pede que Fezco o intimide. Fezco faz isso, mas Nate reage alertando a polícia sobre os negócios com drogas de Fezco, forçando Fezco e Ashtray a descartarem freneticamente suas drogas quando a polícia aparecer. Depois que Kat faz sexo com Daniel na festa de Halloween e fica chateada com sua atitude de desdém depois, ela é confrontada por Maddy, que a repreende por sua nova personalidade. Cassie luta com seu desejo de admitir que McKay beijou Daniel e sua gravidez. Ela finalmente revela sua gravidez a McKay, que está sobrecarregada e sugere que ela faça um aborto. Jules visita TC, uma amiga de sua antiga escola, e conhece Anna, sua colega de quarto. Jules e Anna ficam chapados e têm uma experiência sexual, durante o qual Jules alucina sobre Nate e Rue. Mais tarde, ela envia uma mensagem para Rue em recuperação sobre o quanto sente sua falta. |              |                                                                |                    |              |                        |                     |                     |
| 8 | 8            | "And Salt the Earth Behind You"                                | Sam Levinson       | Sam Levinson | –                      | 4 de agosto de 2019 | 0.530               |
| Rue e Jules se reconciliam quando Rue se recupera no hospital. Nate é incapaz de se apresentar durante o sexo com Maddy e depois tem um episódio violento após uma briga com Cal. Maddy rouba um dos vídeos de Cal e assiste. Nate e Maddy terminam, assim como McKay e Cassie, que termina sua gravidez. Fezco invade a casa do fornecedor de Mouse e o rouba para pagar sua dívida com Mouse. Mouse depois o confronta. No inverno formal, Maddy admite a Nate que eles não são saudáveis um para o outro, enquanto Kat procura Ethan e pede desculpas por seu comportamento. Ethan perdoa Kat e eles saem juntos. Jules flerta com Anna via texto durante o formal e depois admite a Rue que está apaixonada por ela e por Anna. Rue confronta Nate sobre o ataque às atividades sexuais de Fezco, Cal e a atração anterior de Nate por Jules. Ela ameaça expor Cal, e Nate a provoca sobre a lealdade de Jules. Por capricho, ela pede a Jules para deixar a cidade com ela, mas recua no último segundo; Jules sai em paz. Desanimado, Rue tem um flashback do dia em que seu pai morreu. Nessa memória, ela fica chapada após a morte de seu pai, experimentando vivas alucinações. |              |                                                                |                    |              |                        |                     |                     |

## Produção

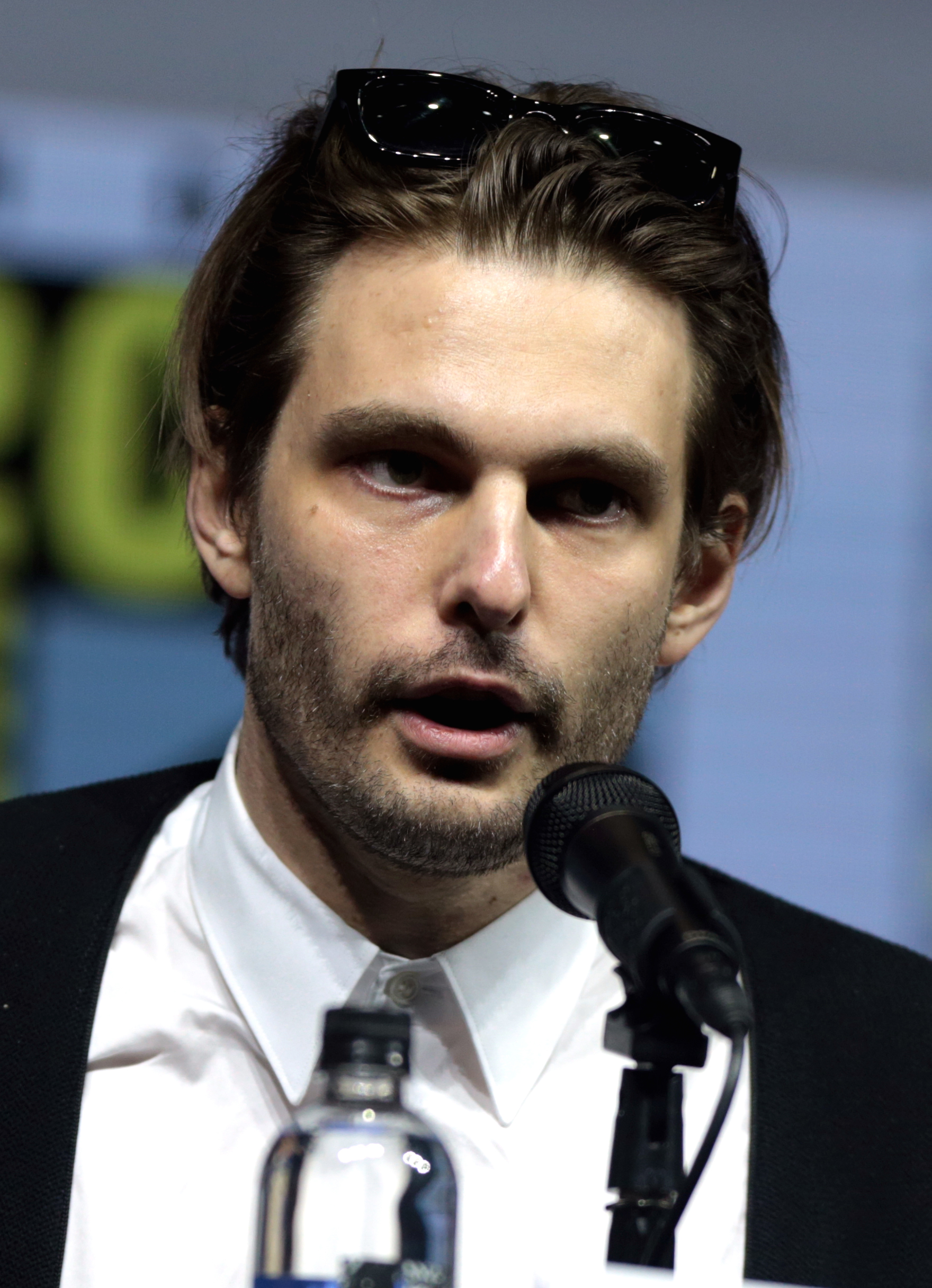
Criador, roteirista, diretor e showrunner, Sam Levinson em 2018.

Em 2006, Sam Levinson começou a esboçar diferentes versões para uma possível série, com base em adolescência problemática. Lavinson sofria de ansiedade, depressão e dependência de drogas.  Ele foi convidado para uma reunião com a chefe de drama da HBO, Francesca Orsi, sobre uma adaptação da série de televisão israelense de 2012, Euphoria, criada por Ron Leshem, Daphna Levin e Tamira Yardeni. A série abordava temas polêmicos em drama adolescente
Em 1 de junho de 2017, foi anunciado que a HBO estava desenvolvendo a história.  Já em 30 de julho de 2018, foi anunciado que a HBO havia dado à produção uma ordem de série. Foi ainda anunciado que todos os episódios da série serão escritos por Levinson. Os produtores executivos deverão incluir Levinson, Leshem, Levin, Yardeni, Hadas Mozes Lichtenstein, Mirit Toovi, Yoram Mokadi, Gary Lennon, Zendaya, o rapper canadense Drake, Future the Prince, Ravi Nandan e Kevin Turen. Uma das produtoras envolvidas na produção é A24 Television. A fotografia primária ocorre no Sony Studios em Culver City, Califórnia. A Ulysses S. Grant High School, em Los Angeles, é usada para a fictícia East Highland High School. De acordo com a California Film Commission, a primeira temporada de Euphoria custou US$ 41.627.000 para ser produzida e recebeu US$ 8.378.000 em créditos fiscais de incentivo. A primeira temporada foi filmada em um total combinado de 104 dias; os custos de produção da segunda temporada totalizaram US$ 96.685.000 após um total de 176 dias de filmagem.

## Recepção

### Resposta da crítica especializada
No site de agregação de resenhas Rotten Tomatoes, a primeira temporada tem uma pontuação positiva de 82%, com uma classificação média de 7,31/10 com base em 93 análises críticas, resultando na designação de "Certified Fresh". O resumo do consenso crítico do site afirma: "Embora às vezes difícil de assistir, Euphoria equilibra sua honestidade brutal com um olhar empático - e visualmente lindo - para criar uma série desafiadora e iluminadora única, mantida unida por uma performance poderosamente discreta de Zendaya." O Metacritic, que usa uma média ponderada, atribuiu uma pontuação de 68 de 100, com base em 26 críticos, indicando "avaliações geralmente favoráveis". Ben Travers, do IndieWire, elogiou a autenticidade do programa e como a HBO "se fundamenta na realidade absoluta". Além disso, ele elogiou a performance e narração de Zendaya, e como ela consegue cumprir o papel principal. Tim Goodman, do The Hollywood Reporter, elogiou o desempenho de Zendaya e o tratamento do assunto. Pilot Vireut do Observer elogiou o show como sendo visualmente deslumbrante, bem como a performance do conjunto, mas criticou a escrita como "trêmula, cheia de linhas desajeitadas" e recomendou que o show "mantenha seu foco estreito". A série recebeu críticas do conservador Parents Television Council depois que foi relatado que um dos episódios continha "30 pênis [piscando] na tela" e o estupro estatutário de um personagem na tela. O Parent Television Council também criticou o programa por comercializar "conteúdo adulto gráfico" voltado para os adolescentes.

### Polêmicas
Alguns comentaristas e organizações criticaram o conteúdo explícito do programa, incluindo automutilação, uso excessivo de drogas e material sexual. O grupo conservador de defesa da mídia Parents Television and Media Council chamou a série de "sombria, depravada, degenerada e niilista" e pediu à HBO e à AT&T que a terminassem. A Common Sense Media, que fornece informações relacionadas à adequação da mídia para crianças, também observou os fortes temas adultos e desaconselhou a audiência de adolescentes. Uma cena envolvendo mais de 30 fotos de pênis foi criticada por críticos e simpatizantes, com a Esquire chamando-a de "inutilmente gratuita". O The Guardian escreveu que escritores e produtores deveriam encontrar maneiras novas e diferentes de chocar o público. Em 2022, Minka Kelly disse que sentiu desconforto com a quantidade de cenas de nudez no programa. Samuel Getachew escreveu em um artigo da Culture para a Vogue que as representações do trauma do programa o estetizam de uma maneira que sua "geração é particularmente vulnerável".
Levinson reconheceu as controvérsias sobre o conteúdo do programa, dizendo que alguns pais ficarão "totalmente assustados". Augustine Frizzell, que dirigiu o episódio piloto do programa, disse que o conteúdo explícito deve ajudar a promover uma conversa entre pais e adolescentes. Levinson também disse que espera que o show "abra um diálogo" devido à "desconexão entre pais e adolescentes". Zendaya emitiu um aviso antes do show e da estreia da segunda temporada sobre seu "assunto profundamente emocional". A HBO expressou objeções a algumas cenas sexualmente gráficas, mas disse que não interferiria no "processo criativo" do programa. O programa inclui avisos de discrição do espectador e um site para saúde mental e outros recursos de grupos de apoio.

## Músicas
A trilha sonora de músicas originais de Euphoria foi composta pelo cantor, compositor e produtor musical inglês Labrinth. O show também faz uso incomumente extenso de música popular, incluindo gêneros como hip-hop, trap, R&B, experimental, indie rock, standards e doo-wop, com alguns episódios apresentando mais de 20 canções. Por seu trabalho na primeira temporada de Euphoria, os supervisores musicais Jen Malone (que também supervisiona Atlanta) e Adam Leber ganharam o prêmio 2020 Guild Of Music Supervisors de Melhor Supervisão Musical em Drama de Televisão.

### Euphoria Season 1 (An HBO Original Series Soundtrack)
A primeira temporada é acompanhada por uma seleção de músicas de diferentes artistas. O álbum de trilha sonora, Euphoria Season 1 (An HBO Original Series Soundtrack),  foi lançado em 14 de maio de 2021 pela Interscope Records e tem como singles as canções "All for Us" de Labrith e Zendaya, "Love Me Low" de Ai Bendr e "Lo Vas a Olvidar" de Billie Eilish com Rosalía.
| Lista de faixas |                                       |                         |         |  |
| N.º             | Título                                | Artista(s)              | Duração |  |
| 1.              | "All for Us"                          | Labrinth e Zendaya      | 3:12    |  |
| 2.              | "Mount Everest"                       | Labrinth                | 2:37    |  |
| 3.              | "Fly Me To The Moon (In Other Words)" | Bobby Womack            | 2:08    |  |
| 4.              | "Even the Nights Are Better"          | Air Supply              | 3:52    |  |
| 5.              | "Work"                                | Charlotte Day Wilson    | 3:44    |  |
| 6.              | "Champagne Coast"                     | Blood Orange            | 4:52    |  |
| 7.              | "Taking Responsibility"               | Kilo Kish               | 3:29    |  |
| 8.              | "Run The Road"                        | Santigold               | 4:22    |  |
| 9.              | "Hot"                                 | The Last Artful, Dodgr  | 3:10    |  |
| 10.             | "Be Mine"                             | Amandla Stenberg        | 3:40    |  |
| 11.             | "My Body Is A Cage"                   | Arcade Fire             | 4:47    |  |
| 12.             | "Lo Vas a Olvidar"                    | Billie Eilish e Rosalía | 3:23    |  |
| 13.             | "Love Me Low"                         | Ai Bendr                | 2:29    |  |
| Duração total:  | Duração total:                        | Duração total:          | 45:29   |  |

| Chart (2022)                   | Melhor posição |
| ------------------------------ | -------------- |
| Spanish Albums (PROMUSICAE)    | 73             |
| US Top Soundtracks (Billboard) | 8              |

## Especiais
A HBO também encomendou dois episódios especiais após a primeira temporada vencedora do Emmy, o primeiro sendo "Trouble Don't Last Always", que estreou em 6 de dezembro de 2020. Este especial começa logo após o final da primeira temporada e lida com o rescaldo da personagem Rue deixando Jules na estação de trem e sua recaída. O segundo episódio especial, "Fuck Any Who's Not a Sea Blob", estreou em 24 de janeiro de 2021 e segue o lado da história de Jules. O segundo episódio foi co-escrito e produzido por Levinson e Hunter Schafer. A HBO anunciou que os episódios especiais iriam ao ar dois dias antes na plataforma HBO Max.
O primeiro dos dois episódios especiais recebeu elogios da crítica por sua escrita, performances e mudança de tom e conteúdo da primeira temporada. No Rotten Tomatoes, o primeiro episódio tem uma pontuação de 96%, com uma classificação média de 8,44/10 com base em 23 críticas. O consenso crítico do site diz: "Euphoria diminui o ritmo sem perder a batida em um episódio especial que combina uma Zendaya crua com um Colman Domingo constante para criar magia na tela pequena." No Metacritic, o episódio tem uma pontuação média ponderada de 84 de 100, com base em 10 comentários, indicando "aclamação universal".  O segundo dos dois episódios especiais também foi aclamado pela crítica, com elogios particulares ao desempenho de Schafer, bem como a abordagem de direção distinta do episódio, ressonância emocional e exploração da identidade trans. No Rotten Tomatoes, tem uma pontuação de 95%, com uma classificação média de 7,9/10 com base em 22 avaliações críticas. O consenso crítico do site diz: "Ao centrar-se na jornada de Jules, "F*ck Any Who is Not a Sea Blob" adiciona profundidade bem-vinda ao seu personagem e dá a Hunter Schafer muito espaço para brilhar." No Metacritic, o episódio tem uma pontuação média ponderada de 78 em 100, com base em 10 comentários, indicando "críticas geralmente favoráveis".

### Elenco
Principais
- Zendaya como Rue Bennett (2 episódios)
- Hunter Schafer como Jules Vaughn (2 episódios)
- Colman Domingo como Ali Muhammad ("Trouble Don't Last Always")
- Jacob Elordi como Nate Jacobs ("Fuck Anyone Who's Not a Sea Blob")

Convidados
- John Ales como David ("Fuck Anyone Who's Not a Sea Blob")
- Marsha Gambles como Miss Marsha ("Fuck Anyone Who's Not a Sea Blob")
- Pell James como Amy ("Fuck Anyone Who's Not a Sea Blob")
- Jayden Marcos como Tyler ("Fuck Anyone Who's Not a Sea Blob")
- Lauren Weedman como Dra. Mardy Nichols ("Fuck Anyone Who's Not a Sea Blob")

### Episódios
| N.º na série | N.º na temp. | Título | Dirigido por       | Escrito por                   |              | Exibição original     | Audiência (milhões) |
| --- | ------------ | --- | ------------------ | ----------------------------- | ------------ | --------------------- | ------------------- |
| 9 | 1            | "Trouble Don't Last Always – Part 1: Rue" "(Os Problemas Não Duram Sempre - Parte 1: Rue)" (BR)                                | Augustine Frizzell | Sam Levinson                  | Rue Bennett  | 6 de dezembro de 2020 | 0.236               |
| Na véspera de Natal, após sua recaída, Rue embriagada se senta em um restaurante com Ali para refletir sobre seu vício. Rue admite que ela voluntariamente teve uma recaída com pouca hesitação; Ali a lembra que o vício é uma doença e enfatiza a importância de se comprometer com uma causa maior do que ela. Rue tenta culpar Jules por sua recaída, mas Ali aponta que Rue estava guardando as pílulas que ela acabou usando, sugerindo que ela nunca levou a sério ficar limpa. Ele também observa que Rue nunca reconheceu oficialmente seu relacionamento com Jules. Rue eventualmente admite que não se perdoa pelo tratamento dispensado à família (principalmente à mãe) e que é suicida. Ali argumenta que as drogas mudam fundamentalmente uma pessoa; ele revela que cresceu com um pai abusivo por quem nutria um ódio profundo, apenas para se tornar violento com sua própria esposa após desenvolver um vício em drogas, acabando por separar suas duas filhas. Ali diz a Rue que a recusa em se perdoar por seus erros é o que impede a mudança pessoal e que ele tem fé em sua capacidade de melhorar. |              | |                    |                               |              |                       |                     |
| 10 | 2            | "Fuck Anyone Who's Not a Sea Blob – Part 2: Jules" "(Foda-se Qualquer Um Que Não Seja Uma Bolha do Mar – Parte 2: Jules)" (BR) | Sam Levinson       | Sam Levinson & Hunter Schafer | Jules Vaughn | 24 de janeiro de 2021 | 0.109               |
| Na véspera de Natal, depois de ser deixada para trás na estação de trem por Rue, Jules comparece à sua primeira sessão de terapia. Jules cita Rue como a única pessoa que ela acredita que a amava por quem ela realmente era, mas admite se sentir ressentida com o fardo de ter que preservar a sobriedade de Rue estando constantemente disponível para ela. Flashbacks revelam que a mãe de Jules estava se recuperando do vício durante os eventos da 1ª temporada, mas foi hospitalizada como resultado de uma recaída após ouvir Jules admitir que não pode perdoá-la por abandoná-la quando criança. A terapeuta de Jules observa que os sentimentos complicados de Jules sobre Rue se assemelham aos que ela tem sobre sua própria mãe. Jules ainda confessa que ainda está apaixonada por "Tyler", a falsa persona online que Nate costumava se comunicar anonimamente com ela, apesar de saber que sua concepção do relacionamento deles é uma fantasia. Jules diz a seu terapeuta que está pensando em interromper a terapia de reposição hormonal devido à evolução da noção de sua própria feminilidade, que ela acredita ter expressado apenas em termos de desejos masculinos de feminilidade. Ao voltar para casa, Jules recebe a visita surpresa de Rue, que diz que está a caminho para encontrar Ali. Jules tenta se desculpar com Rue por deixá-la, mas Rue simplesmente deseja a Jules um feliz Natal antes de partir abruptamente. Jules começa a chorar em seu quarto. |              | |                    |                               |              |                       |                     |

1. ↑  "Trouble Don't Last Always" foi lançado online na HBO Max em 3 de dezembro de 2020, antes de sua transmissão na televisão.
2. ↑  "Fuck Anyone Who's Not a Sea Blob" foi lançado online na HBO Max em 22 de janeiro de 2021, antes de sua transmissão na televisão.

## Prêmios e Indicações
| Ano          | Prêmio                                         | Categoria                                                                                                 | Indicado(s)                                                                                | Resultado | Ref.   |
| ------------ | ---------------------------------------------- | --- | ------------------------------------------------------------------------------------------ | --------- | ------ |
| 1ª Temporada |                                                | |                                                                                            |           |        |
| 2019         | 45º People's Choice Awards                     | Estrela Favorita de Série de TV de Drama                                                                  | Zendaya                                                                                    | Venceu    | [ 52 ] |
| 2019         | 24º Satellite Awards                           | Melhor Atriz de Série de Televisão Dramatica                                                              | Zendaya                                                                                    | Venceu    | [ 53 ] |
| 2020         | Make-Up Artists and Hair Stylists Guild Awards | Melhor Maquiagem Contemporânea - Séries de Televisão e Novas Mídias                                       | Doniella Davy e Kristen Coleman                                                            | Indicados | [ 54 ] |
| 2020         | 10º Critics' Choice Television Awards          | Melhor Atriz em Série Dramática                                                                           | Zendaya                                                                                    | Indicada  | [ 55 ] |
| 2020         | 70º American Cinema Editors Awards             | Melhor Série Dramática Editada Para Televisão Não Comercial                                               | Julio C. Perez IV                                                                          | Indicado  | [ 56 ] |
| 2020         | Art Directors Guild Awards                     | Série de Televisão Contemporânea de Uma Hora com Uma Câmera                                               | Kay Lee                                                                                    | Indicada  | [ 57 ] |
| 2020         | Guild of Music Supervisors Awards              | Melhor Supervisão Musical - Drama Televisivo                                                              | Adam Leber e Jen Malone                                                                    | Venceram  | [ 58 ] |
| 2020         | 31º GLAAD Media Awards                         | Prêmio GLAAD Media: Melhor Série Dramática                                                                | Euphoria                                                                                   | Indicada  | [ 59 ] |
| 2020         | British Academy Television Awards              | Melhor Programa Internacional                                                                             | Sam Levinson, Ravi Nandan, Kevin Turen e Drake                                             | Indicados | [ 60 ] |
| 2020         | 36º TCA Awards                                 | Melhor Série Notável                                                                                      | Euphoria                                                                                   | Indicada  | [ 61 ] |
| 2020         | 72º Primetime Emmy Awards                      | Melhor Atriz Principal em uma Série Dramática                                                             | Zendaya (por "Made You Look")                                                              | Venceu    | [ 62 ] |
| 2020         | 71º Primetime Creative Arts Emmy Awards        | Trajes Contemporâneos Excepcionais                                                                        | Heidi Bivens, Danielle Baker e Katina Danabassis (por "The Next Episode")                  | Indicadas | [ 63 ] |
| 2020         | 71º Primetime Creative Arts Emmy Awards        | Melhor Maquiagem Não-Prostética em Série Multi-Câmera ou Especial                                         | Doniella Davy, Kirsten Sage Coleman e Tara Lang Shah (por "And Salt the Earth Behind You") | Venceram  | [ 63 ] |
| 2020         | 71º Primetime Creative Arts Emmy Awards        | Melhor Composição Musical em Série                                                                        | Labrinth (por "03 Bonnie and Clyde")                                                       | Indicado  | [ 63 ] |
| 2020         | 71º Primetime Creative Arts Emmy Awards        | Melhor Música e Letra Originais                                                                           | "All for Us" – Labrinth (por "And Salt the Earth Behind You")                              | Venceu    | [ 63 ] |
| 2020         | 71º Primetime Creative Arts Emmy Awards        | Melhor Supervisão Musical                                                                                 | Jen Malone e Adam Leber (por "And Salt the Earth Behind You")                              | Indicado  | [ 63 ] |
| Especiais    |                                                | |                                                                                            |           |        |
| 2021         | American Cinema Editors Awards                 | Melhor Série de Drama Editada para Televisão Não Comercial                                                | Julio C. Perez IV (por "Trouble Don't Last Always")                                        | Indicado  | [ 64 ] |
| 2021         | BET Awards                                     | Melhor Atriz                                                                                              | Zendaya (também por Malcolm & Marie)                                                       | Indicada  | [ 65 ] |
| 2021         | Casting Society of America                     | Piloto de Televisão e Primeira Temporada – Drama                                                          | Mary Vernieu, Jessica Kelly, Jennifer Venditti e Bret Howe                                 | Venceram  | [ 66 ] |
| 2021         | Costume Designers Guild Awards                 | Melhor Figurino e Disigner na Televisão Contemporânea                                                     | Heidi Bivens (por "Trouble Don't Last Always")                                             | Indicada  | [ 67 ] |
| 2021         | Hollywood Critics Association TV Awards        | Melhor Ator em uma Série Limitada, Série de Antologias ou Telefilme                                       | Colman Domingo                                                                             | Venceu    | [ 68 ] |
| 2021         | Hollywood Critics Association TV Awards        | Melhor Atriz em uma Série Limitada, Série de Antologias ou Telefilme                                      | Zendaya                                                                                    | Indicada  | [ 68 ] |
| 2021         | Hollywood Critics Association TV Awards        | Melhor Série Limitada de Rede de Transmissão ou Cabo, Série Antologia ou Filme para Televisão Live-Action | Euphoria Two-Part Special                                                                  | Indicada  | [ 68 ] |
| 2021         | Hollywood Music in Media Awards                | Melhor Canção Original em um Programa de TV/Série Limitada                                                | "All for Us" – Labrinth                                                                    | Venceu    | [ 69 ] |
| 2021         | Make-Up Artists and Hair Stylists Guild Awards | Melhor Penteado Contemporâneo                                                                             | Melanie Smith e Kaity Licina (por "Trouble Don't Last Always")                             | Indicada  | [ 70 ] |
| 2021         | Peabody Awards                                 | Entertenimento                                                                                            | "Trouble Don't Last Always"                                                                | Indicado  | [ 71 ] |
| 2021         | Primetime Creative Arts Emmy Awards            | Cinematografia Excepcional Para uma Série de Câmera Única (Uma Hora)                                      | Marcell Rév (por "Trouble Don't Last Always")                                              | Indicado  | [ 72 ] |
| 2021         | Primetime Creative Arts Emmy Awards            | Trajes Contemporâneos Excepcionais                                                                        | Heidi Bivens, Devon Patterson e Angelina Vitto (por "Fuck Anyone Who's Not a Sea Blob")    | Indicados | [ 72 ] |
| 2021         | Primetime Creative Arts Emmy Awards            | Excelente Maquiagem Contemporânea (Não Protética)                                                         | Doniella Davy and Tara Lang Shah (por "Fuck Anyone Who's Not a Sea Blob")                  | Indicadas | [ 72 ] |
| 2021         | Satellite Awards                               | Melhor Atriz - Minissérie ou Filme para Televisão                                                         | Zendaya (por "Trouble Don't Last Always")                                                  | Indicada  | [ 73 ] |
| 2021         | Writers Guild of America Awards                | Televisão: Drama Episódico                                                                                | Sam Levinson (por "Trouble Don't Last Always")                                             | Indicado  | [ 74 ] |
| 2022         | American Cinema Editors Awards                 | Melhor Série de Drama Editado                                                                             | Julio C. Pérez IV e Nikola Boyanov (por "Fuck Anyone Who's Not a Sea Blob")                | Indicados | [ 75 ] |
| 2022         | Costume Designers Guild Awards                 | Excelência na Televisão Contemporânea                                                                     | Heidi Bivens (por "Fuck Anyone Who's Not a Sea Blob")                                      | Indicada  | [ 76 ] |